# Нагато (город)
Нагато (яп. 長門市 Нагато-си) — город в Японии, находящийся в префектуре Ямагути. Площадь города составляет 357,94 км², население — 35 771 человек (1 августа 2014), плотность населения — 99,94 чел./км².

## Географическое положение
Город расположен на острове Хонсю в префектуре Ямагути региона Тюгоку. С ним граничат города Симоносеки, Мине, Хаги.

## Население
Население города составляет 35 771 человек (1 августа 2014), а плотность — 99,94 чел./км². Изменение численности населения с 1980 по 2005 годы:
| 1980 | 50 892 чел. |  |
| 1985 | 50 259 чел. |  |
| 1990 | 47 656 чел. |  |
| 1995 | 45 565 чел. |  |
| 2000 | 43 473 чел. |  |
| 2005 | 41 127 чел. |  |

## Символика
Деревом города считается сакура, цветком — рододендрон.